# Dieter Stiefel

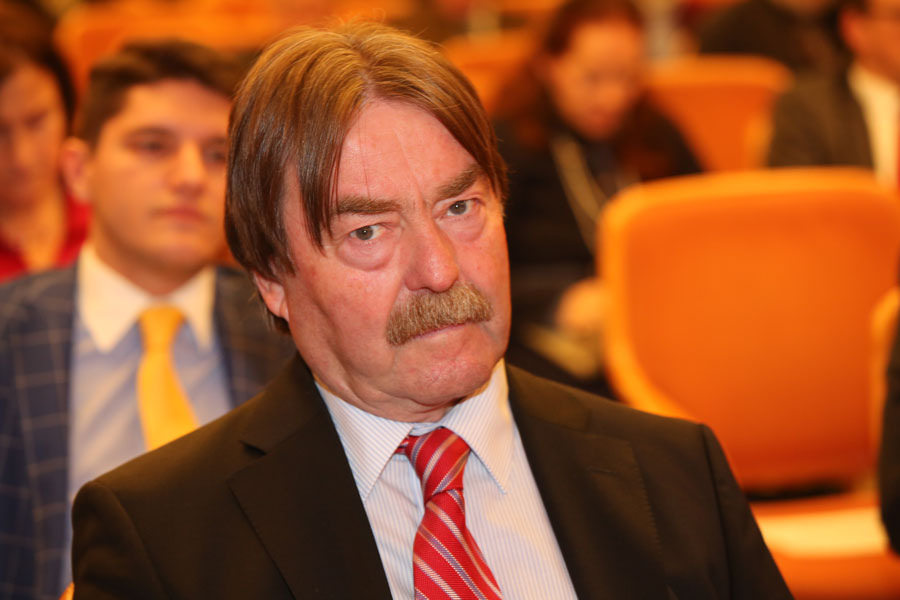
Dieter Stiefel (2015)

Dieter Ferdinand Stiefel (* 21. April 1946 in Linz, Oberösterreich) ist ein österreichischer Wirtschaftshistoriker.

## Leben
Dieter Stiefel absolvierte seine Grundschulausbildung in Burghausen (Deutschland) und schloss daran eine Lehre im Gastgewerbe an. Ab 1968 studierte er an der Hochschule für Welthandel in Wien und erwarb dort 1974 ein Doktorat der Sozial- und Wirtschaftswissenschaften. Von 1974 bis 1978 studierte er zudem Geschichte an der Universität Wien und erwarb dort ein einschlägiges Doktorat.
Beruflich war Stiefel nach seiner Lehre in mehreren Staaten im Fremdenverkehrsgewerbe tätig, ab 1973 bis 1988 arbeitete er als Assistenzprofessor an der Wirtschaftsuniversität Wien. 1981 war er Research Fellow am Robinson College der Cambridge University, England. 1986 habilitierte er sich im Fach Sozial- und Wirtschaftsgeschichte mit einer Arbeit über die Auswirkungen der Weltwirtschaftskrise auf Österreich. 1989 war er Research Fellow am Center for European Studies der Harvard University, 2000 Research Fellow am Institute for European Studies der University of California, Berkeley. Ab 1993 war er ordentlicher Professor für Sozial- und Wirtschaftsgeschichte an der Universität Wien. Zudem hat er die Schumpeter Gesellschaft Wien 1991 mitbegründet und bis 2018 geleitet. Rund um das Fellowship-Programm der Gesellschaft mit den US-Universitäten Harvard und Berkeley war Stiefel für die Organisation, Sponsoring, das Auswahlverfahren und den Kontakt mit den Partneruniversitäten zuständig.

## Publikationen (Auswahl)
- Swarovski and the National Socialist Era, Contemporary Austrian Studies, Volume 27, Innsbruck 2018
- Camillo Castiglioni oder Die Metaphysik der Haifische, Böhlau Verlag, Wien 2012
- Im Labor der Niederlagen. Konkurspolitik im internationalen Vergleich, Böhlau Verlag, Wien 2008
- Hoher Markt 12. Zur Geschichte der Spedition Schenker in Österreich, Erwin Bauer Verlag, Wien 2008
- Abschied vom Schilling. Eine österreichische Wirtschaftsgeschichte (gemeinsam mit Karl Bachinger, Felix Butschek, Herbert Matis), Styria Verlag, Graz 2001
- Die österreichischen Lebensversicherungen und die NS-Zeit. Wirtschaftliche Entwicklung, politischer Einfluss, jüdische Polizzen, Böhlau Verlag, Wien 2001
- Mit der vereinten Kraft des Capitals, des Credits und der Technik. Die Geschichte des österreichischen Bauwesens am Beispiel der Allgemeinen Baugesellschaft - A. Porr Aktiengesellschaft, 2 Bände (gemeinsam mit Herbert Matis) Böhlau Verlag, Wien 1994.
- Die Weltwirtschaft. Struktur und Entwicklung im 20. Jahrhundert (gemeinsam mit Herbert Matis). Ueberreuter Verlag, Wien 1991
- „Eta Gräfin Polesini“. Eine Biographie, Amalthea Verlag, Wien 1991, 213 S.
- Finanzdiplomatie und Weltwirtschaftskrise.Die Krise der Credit-Anstalt für Handel und Gewerbe 1931, Schriftenreihe des Instituts für bankhistorische Forschung, Band 12, Fritz Knapp Verlag, Frankfurt 1989, 240 S.
- Die große Krise in einem kleinen Land. Österreichische Finanz- und Wirtschaftspolitik 1929–1938, Studien zu Politik und Verwaltung, Band 26, Böhlau Verlag, Wien 1988
- Entnazifizierung in Österreich, Europa Verlag, Wien 1980

## Auszeichnungen
- 1986: Kardinal-Innitzer-Förderungspreis für Sozial- und Wirtschaftswissenschaften
- 1993: Wissenschaftspreis des Landes Niederösterreich Förderungspreis
- 2011: Großes Silbernes Ehrenzeichen für Verdienste um die Republik Österreich[1]
- 2021: Kardinal-Innitzer-Preis – Würdigungspreis für Geisteswissenschaften[2][3]